# Tony Scott Jakobsen
Tony Scott Jakobsen (født 28. november 1976 på Frederiksberg) er en prisvindende radiovært på DR P3. Han er opvokset i Vanløse. Han er søn af Rose Mary Boylan (nu Rose Jakobsen) og Lars Jakobsen. Moderen er fra Skotland, hvilket gør Tony Scott Jakobsen til halv skotte.

## Uddannelse
Tony Scott Jakobsen har læst engelsk på Københavns Universitet, men fuldførte aldrig uddannelsen.

## 1997 – 1999
DJ på Café Klaptræet i København.

## Efteråret 2000 - udgangen af 2000
Vært på Demokræmen – Uland på P3.

## 2001 – sommeren 2004
- Vært på Det Elektriske Barometer[3].

## Sommeren 2004 – udgangen af 2005
- Vært på Rundfunk[4].

## 2006 – 2008
- Vært og producer på P3.

## September 2008 – udgangen 2010
- Køter På P3[5].

## 2011 - 2015
- Pressen på P3.

## 2016 -
- Tue og Tony på P3.

## 2021 - nu
- Missionen på Radio4.

## Privatliv
Tony er passioneret fan af Liverpool F.C. og bruger meget tid på af følge dem.
Derudover læser han ofte, hvor Ernest Hemingway og Kurt Vonnegut er blandt hans favoritter.
Han har også en udtalt kærlighed for origami. Og så er han vild med Segways.